# Calathea pacifica
Calathea pacifica är en strimbladsväxtart som beskrevs av Jean Jules Linden och Éduard-François André. Calathea pacifica ingår i släktet Calathea och familjen strimbladsväxter. Inga underarter finns listade.